# О Чиже, который лгал, и о Дятле — любителе истины
Рассказ Максима Горького «О Чиже, который лгал, и о Дятле — любителе истины» был впервые опубликован в газете «Волжский вестник» в 1893 году. С самой первой публикации текст выпускался с цензурной обработкой. Оригинальный текст был обнаружен только после смерти писателя. Эта сатирическая сказка вошла в первое же трехтомное собрание сочинений Горького.

## Сюжет
Сюжет рассказа оригинален тем, что птицы внутри него очеловечены и подобны обществу поэтов и писателей.
Вороны — «пессимистические», но когда голоса их преобладали, то превращались они в птиц мудрых. Их песни угнетают всю рощу, но вороны берут своей массой.
Соловьи — «жрецы чистого искусства», потому они быстро уловили сильную, глубокомысленную и смелую песню какого-то неведомого певца. Те песни зажгли сердца всех птиц леса. Это был призыв к полёту за рощу, в лучшее место. Птицы заключили, что такое могла пропеть только «великолепная, красивая птица», на поиски которой полетели. Но увидели они чижа, «заурядный, маленький, серенький, с восковым носиком» — таким они его видели. Потому все птицы усомнились и просили доказательств. Тогда смущенный вниманием чиж исполнил свою песнь перед ними, он убедил их, что пел он. Но щеглёнок-журналист не унимался и вопросил, какие права чиж имеет на то, чтоб всех призывать. Тогда чиж произнёс столь вдохновенную и пламенную речь, что птицы готовы были лететь прямо сейчас в лучшее будущее: «Вперёд! — крикнули птицы, ибо в их сердцах загорелась гордость собой».
Далее в ситуацию вмешивается дятел, любитель истины. Он и погасил огонь в сердцах, который раздул маленький чиж. Дятел вернул всех к реальности, в которой «никто из вас не взлетал и не может взлететь выше самого себя». Чиж остался один, мизерный и подавленный: "я хотел пробудить веру и надежду, " — думал он.
«Он, дятел, может быть, и прав, но на что нужна его правда, когда она камнем ложится на крылья?»

## Основная мысль
В рассказе поднимается проблема ценности истины.
Литературный критик А. С. Глинка пишет об этом так: «Чрезъ все произведенiя Горькаго красною нитью проходитъ своеобразная философiя лжи; поэзiя его — поэзiя „насъ возвышающихъ обмановъ“, красивыхъ вымысловъ, очаровательныхъ иллюзiй, грезъ и „сновъ золотыхъ“. Устами своихъ героевъ Горькiй вырисовываетъ сложные художественные узоры увлекательной апологiи лжи. Узоры эти иногда бываютъ очень изящны и тонки; сверкая пышнымъ богатствомъ красокъ сочной художественной кисти Горькаго, они носятъ на себе следы глубокой мысли, а иногда, грубые, аляповатые, они задорно топорчатся и раздражаютъ зренiе угловатостью формъ, маркостью цветовъ, чрезмерной красочностью…»

## Критика
И.К Кузьмичев пишет о данном рассказе: «В сказке „О Чиже“ Горький аллегорически отразил тогдашнюю политическую и идеологическую обстановку. Впервые именно в этом произведении он начинает борьбу против натурализма как течения, глубоко родственного декадентству. Одновременно клеймит сатирик и продажную буржуазную прессу России тех лет, вновь разоблачает различные течения реакционной буржуазной философии. Аллегорические образы Дятла, щеглов, соловьев, ворон, сов не только выражают существо различных течений буржуазной идеологии, но являются сатирически изображенными представителями реакционных политических групп и классов. Сатира в аллегории „О Чиже, который лгал, и Дятле — любителе истины“ носит ярко выраженный политический характер.
Таким образом, сказка „О Чиже, который лгал…“, где Горький выступает против „вороньих“ пессимистических песен, была очень злободневна».